# Matices (serie de televisión)
Matices es una serie de televisión española de thriller psicológico creada por Sergio Cánovas, Javier Naya y Alex Meriweather para SkyShowtime. Está producida por Secuoya Studios y Stellarmedia, y protagonizada por un reparto coral formado por Maxi Iglesias, Hovik Keuchkerian, Luis Tosar, Elsa Pataky, Enrique Arce, Juana Acosta, Fariba Sheikhan, Miriam Giovanelli, Raúl Prieto y Eusebio Poncela. Se estrenó en SkyShowtime el 5 de junio de 2025.

## Reparto

### Reparto principal
- Eusebio Poncela como Doctor Marlow
- Juana Acosta como Ana Morantes
- Maxi Iglesias como Cecilio "Ceci" Rodríguez
- Miriam Giovanelli como la Sra. Polan
- Enrique Arce como el Sr. Polan
- Hovik Keuchkerian como Norman Graf
- Fariba Sheikhan como Fariba Sellih
- Raúl Prieto como Teniente Héctor Castro (Episodio 3 - Episodio 8)
- y Elsa Pataky como Eviana Marlow (Episodio 1 - Episodio 4; Episodio 8)

### Reparto secundario

#### Con la colaboración especial de
- Luis Tosar como César Graf (Episodio 2; Episodio 7)

### Reparto episódico
- Álex Meriweather como Simón (Episodio 1 - Episodio 2)
- Alfonso Bassave como Sebastián Rivas (Episodio 1 - Episodio 2; Episodio 4)
- Javier Naya como Garza (Episodio 3 - Episodio 8)
- Juan Blanco como Ministro (Episodio 7)

## Capítulos
| N.º | Título                   | Dirigido por                  | Escrito por                                                      | Fecha de lanzamiento original |
| --- | ------------------------ | ----------------------------- | ---------------------------------------------------------------- | ----------------------------- |
| 1   | «Eviana»                 | Sergio Cánovas                | Javier Naya                                                      | 5 de junio de 2025            |
| 2   | «Doctor Marlow»          | Sergio Cánovas                | Martín Suárez y Javier Naya                                      | 5 de junio de 2025            |
| 3   | «Ceci»                   | Sergio Cánovas                | Javier Naya                                                      | 5 de junio de 2025            |
| 4   | «Ana»                    | Sergio Cánovas                | Bernat Villalonga y Javier Naya                                  | 12 de junio de 2025           |
| 5   | «El Sr. y la Sra. Polan» | Sergio Cánovas                | Carolina Daza León y Javier Naya                                 | 19 de junio de 2025           |
| 6   | «Fariba»                 | Sergio Cánovas y Carmen Vidal | Carmen Vidal, Bernat Villalonga, Martín Suárez y Javier Naya     | 26 de junio de 2025           |
| 7   | «Norman»                 | Sergio Cánovas                | Antonio Garrido, Carolina Daza León, Martín Suárez y Javier Naya | 3 de julio de 2025            |
| 8   | «Teniente Castro»        | Sergio Cánovas                | Martín Suárez y Javier Naya                                      | 10 de julio de 2025           |

## Producción
El 26 de julio de 2024, SkyShowtime anunció que había dado luz verde a su segunda serie española original, Matices, cuyo rodaje ya había comenzado. Elsa Pataky, Luis Tosar, Eusebio Poncela, Maxi Iglesias, Enrique Arce, Hovik Keuchkerian, Juana Acosta, Fariba Sheikhan, Miriam Giovanelli y Raúl Prieto fueron confirmados como los integrantes del reparto coral protagónico de la serie. El rodaje de la serie tuvo lugar en localizaciones como Zamora, Madrid y las Islas Canarias.

## Lanzamiento y marketing
En abril de 2024, SkyShowtime programó el estreno de Matices en su plataforma para el 5 de junio de 2025. La plataforma también confirmó que ese día estrenaría los tres primeros capítulos, para después lanzar el resto de la serie un capítulo por semana, hasta completar la serie el 10 de julio de 2025.